# 雍道晞
雍道晞（5世纪—500年），南朝时巴西郡起事领袖。南齐永元二年（500年）二月在巴西郡（今四川阆中）率众万余人起事，自称镇西将军，年号建义。进攻巴西郡城，将太守鲁休烈和县令李膺困在城内。三月，益州刺史刘季连派中兵参军李奉伯支援，雍道晞被擊斬。